# Фанариоти
Фанариоти (на гръцки: Φαναριώτες; на румънски: Fanarioţi; на турски: Fenerliler) са заможните и влиятелни семейства, обитаващи цариградския квартал Фенер (на гръцки „Фанари“), част от които произлизат от старата византийска аристокрация, оцеляла след падането на Константинопол.
На български думата е с две значения: (1) знатни гръкоезични християни в османската столица Цариград (вж. също рум миллет) и (2) служители на гръцката Цариградска патриаршия, особено по време на борбата за църковна независимост.
В квартал Фенер след 1601 г. е седалището на Вселенските патриарси и там живеят повечето богати православни християни в града. Те продължават да умножават богатството си чрез търговски операции, откупуване и събиране на държавни приходи и др. Някои от тези фамилии носят имената Палеолог, Кантакузин, Ласкарис и др. Към тях се присъединяват множество гърци, забогатели от търговия и лихварство, откупуване на данъци и придворни доставки, придошли от цялата империя. Някои са от гръцки произход (Маврокордатос, Ипсилантис, Мурузис), други – от албански (Гика, Суцос), румънски (Раковица, Калимахи) или италиански (Росети). Виден българин от тези среди през XIX век е Стефан Богориди.
Благодарение на богатството и гъвкавостта си те проникват в държавния апарат. Някои получават добро за времето си образование, научават чужди езици и стават крайно необходими на властите поради мюсюлманското схващане, че правоверният не трябва да говори езика на неверниците. Фанариотите получават достъп до султанския двор като лекари или преводачи и оказват влияние (най-вече чрез отпусканите от тях заеми) в избора на патриарх и митрополити.

## Влияние и заслуги
Фанариотите навлизат в османската администрация като секретари и преводачи в канцелариите на висши служители и при началника на флота. Постепенно се формира длъжността главен драгоман при Високата порта (главен преводач) и драгоман (преводач) на флота. Драгоманът на Високата порта служи като преводач при приемането на чужди посолстна и при водене на дипломатически преговори с чужди държави. За пръв християнски драгуман на Портата е назначен Панайотис Никусиос, образован и ловък дипломат. През 1669 г. той изпъква при преговорите с Венецианската република за слагане на край на 21-годишната обсада на Кандия.
По време на Карловацкия конгрес (1698 – 1699) султанът остава така доволен от дипломатическите умения на великия драгоман Александрос Маврокордатос, че го прави свой личен съветник.
След Прутския поход (1711) на Петър Велики, заради своето сътрудничество с русите, румънските владетели във васалните на султана Дунавски княжества губят доверието на Високата порта. Тогава Николаос Маврокордатос бива последователно назначен за княз на Молдавия (1711) и Влашко (1715). В течение на следващите сто години двете княжества се управляват от князе от фанариотските семейства Суцос, Карадзас, Мурузис, Ипсилантис, Гикас, Маврокордатос.
С Гръцкото въстание (1821) фанариотският режим в княжествата е отстранен. (Непосредствено след 1821 г. Влашко и Молдавия са управлявани от българина Стефан Богориди.) Породеното от това въстание недоверие на Портата към гърците и обявените с Гюлханския хатишериф (1839) реформи окончателно подриват влиянието на старите фанариотски семейства.
Историческата роля на фанариотите е противоречива. От една страна, те служат на османската власт и техните интереси са свързани с нейните. От друга, благодарение на връзките си със Западна Европа те влизат в досег с напредничавите възгледи на Просвещението. Фанариотските владетели на дунавските княжества ограбват местното население, но и издават някои укази в духа на просветения абсолютизъм (през 1746 и 1749 г. във Влашко и Молдавия е отменено крепостничеството). Откритите от тях в Букурещ и Яш академии (висши училища) стават разсадници на нова, светска образованост. Отделни фанариоти, на първо място Александрос Ипсилантис, оглавяват борбата за национална независимост на Гърция.